# 와일드 (1997년 영화)
《와일드》(영어: Wilde)는 1997년 개봉한 영국의 전기 로맨틱 드라마 영화로, 오스카 와일드의 전기를 기반으로 제작되었다.
이 영화는 1997년 9월 1일 제54회 베네치아 국제 영화제에서 전 세계 최초로 상영되었으며, 1997년 10월 17일 폴리그램 필름드 엔터테인먼트(PolyGram Filmed Entertainment)를 통해 영국에서 극장 개봉되었다.

## 줄거리
영화는 1882년 오스카 와일드가 미국 순회 강연 중 콜로라도주 레드빌 은광 광부들에게 르네상스 시대의 은세공사 벤베누토 첼리니 이야기를 들려주는 장면으로 시작한다.
런던으로 돌아온 와일드는 콘스턴스 로이드와 결혼하여 두 아들을 낳는다. 둘째가 아직 아기일 때 젊은 캐나다인 로비 로스가 와일드를 유혹하면서 동성애 관계를 시작한다. 와일드의 희곡 〈윈더미어 부인의 부채〉 초연 밤, 와일드는 이전 해에 만났던 앨프리드 “보지” 더글러스 경과 재회해 열정적인 관계를 맺는다. 쾌락주의자 보지는 와일드와의 일대일 관계에 만족하지 못하고 종종 와일드가 관음하는 동안 남창들과 관계한다.
보지의 아버지 퀸즈베리 후작은 둘의 관계를 반대하고 〈진지함의 중요성〉 초연 후 와일드를 모욕한다. 이에 와일드는 후작을 명예 훼손으로 고소하고, 이 과정에서 그의 동성애 사실이 공중에 알려진다. 결국 와일드는 중대 외설죄로 재판을 받고 2년간의 교도 작업형을 선고받는다. 콘스턴스는 아이들 보호를 위해 해외로 떠나 이름을 바꾸라는 조언을 받는다.
고된 감옥 생활 속에서 와일드의 건강은 악화된다. 보지는 와일드가 출소하면 함께 살겠다고 로비에게 말한다. 콘스턴스는 와일드의 면회를 와서 자신이 등 수술을 하게 될지도 모르고 아들은 독일 학교에 보낼 예정이라고 말한다. 와일드는 그녀를 항상 사랑했으며 자기 스스로를 잘 몰랐다고 고백한다. 콘스턴스는 이혼을 원치 않으며 와일드가 다시 보지를 만나지 않는 조건으로 아이들과 만나는 것을 허락한다.
1897년 출소 후 와일드는 〈심연으로부터〉 원고를 들고 충실한 친구 에이다 레버슨을 만나고, 유럽 대륙으로 망명한다. 1898년 콘스턴스가 사망하면서 와일드는 더 이상 아이들을 볼 수 없게 된다. 와일드는 다시 보지를 만나지만 3개월 만에 헤어진다. 영화는 1900년 파리에서 46세의 나이로 사망한 와일드와 보지, 그리고 로스의 운명을 간략히 보여주며 마무리된다.
영화 전반에 걸쳐 와일드의 단편 〈이기적인 거인〉이 분할 사용되었다. 와일드가 아이들에게 이 이야기를 들려주는 것으로 시작하여, 다시 콘스턴스가 읽어주는 장면 등을 거치고, 영화가 끝날 무렵 와일드의 목소리가 이야기의 거의 끝 장면을 들려준다.

## 출연진
- 스티븐 프라이
- 주드 로
- 버네사 레드그레이브
- 제니퍼 일리
- 제마 존스
- 주디 파핏
- 마이클 신
- 조이 워너메이커
- 톰 윌킨슨
- 요안 그리피드
- 올랜도 블룸

## 기타 제작진
- 라인 제작: 닉 오헤이건
- 배역: 세라 버드
- 미술: 마리아 두커비치
- 의상: 닉 이드